# Економічні райони України
| Причорноморський Північно-східний Карпатський Центральний Придніпровський | Столичний Подільський Північно-західний Донецький |

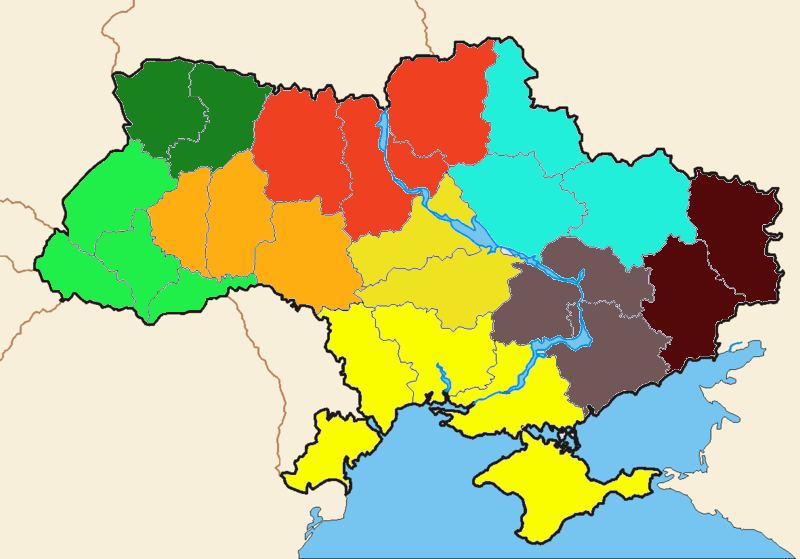
Економічне районування України за проектами Петра Масляка та Петра Шищенка:

Економічні райони України — територіальна організація та управління господарством України, котре передбачає розподіл території з урахуванням об'єктивних закономірностей територіального поділу праці, формування територіально-виробничих комплексів, етнічних та історичних особливостей регіонів тощо. В країні відсутня єдина загальноприйнята схема районування, існували різні варіанти, котрі базувалися на наявному адміністративному поділі, проте переважна більшість науковців соціально-економічної географії окреслили 9-ть районів.

## Загальні показники
|                       | Населення, тис. осіб (2013) | Населення, тис. осіб (2013) | Валовий регіональний продукт (2011) млн грн | Валовий регіональний продукт (2011) млн грн | Обсяг реалізованої промислової продукції (2012) млн.грн. | Обсяг реалізованої промислової продукції (2012) млн.грн. | Введення житла (2012) тис. м² | Введення житла (2012) тис. м² | Капітальні інвестиції (2012) млн грн | Капітальні інвестиції (2012) млн грн |
| Карпатський           | 6 084,1                     | 13,4 %                      | 108 878                                     | 8,4 %                                       | 67 365,8                                                 | 6,0 %                                                    | 2 038                         | 19,0 %                        | 19 619,1                             | 7,4 %                                |
| Північно-західний     | 2 196,9                     | 4,8 %                       | 36 939                                      | 2,8 %                                       | 24 698,8                                                 | 2,2 %                                                    | 543                           | 5,1 %                         | 5 851,8                              | 2,2 %                                |
| Подільський           | 4 018,3                     | 8,8 %                       | 68 236                                      | 5,2 %                                       | 42 313,4                                                 | 3,8 %                                                    | 1 090                         | 10,1 %                        | 11 343,5                             | 4,3 %                                |
| Столичний             | 6 913,8                     | 15,2 %                      | 326 021                                     | 25,0 %                                      | 120 628,6                                                | 10,8 %                                                   | 3 035                         | 28,2 %                        | 88 937,2                             | 33,7 %                               |
| Центральноукраїнський | 2 264,1                     | 5,0 %                       | 47 053                                      | 3,6 %                                       | 41 721,8                                                 | 3,7 %                                                    | 261                           | 2,4 %                         | 7 750,1                              | 2,9 %                                |
| Північно-східний      | 5 355,4                     | 11,8 %                      | 152 025                                     | 11,7 %                                      | 145 727,3                                                | 13,1 %                                                   | 753                           | 7,0 %                         | 26 402,3                             | 10,0 %                               |
| Причорноморський      | 6 995,5                     | 15,4 %                      | 155 159                                     | 11,9 %                                      | 83 318,6                                                 | 7,5 %                                                    | 2 046                         | 19,0 %                        | 39 197,6                             | 14,9 %                               |
| Придніпровський       | 5 093,0                     | 11,2 %                      | 189 545                                     | 14,6 %                                      | 282 849,6                                                | 25,3 %                                                   | 461                           | 4,3 %                         | 26 717,9                             | 10,1 %                               |
| Донецький             | 6 631,9                     | 14,6 %                      | 218 223                                     | 16,8 %                                      | 303 786,4                                                | 27,2 %                                                   | 523                           | 4,9 %                         | 37 908,2                             | 14,4 %                               |
| Україна               | 45 553,0                    | 100,0 %                     | 1 302 079                                   | 100,0 %                                     | 1 115 826,12                                             | 100,0 %                                                  | 10 750                        | 100,0 %                       | 263 727,7                            | 100,0 %                              |

## Центри виробництва

### Промисловість
Великі металургійні заводи споруджені в Запоріжжі, Маріуполі, Дніпрі, Донецьку, нафтопереробні заводи є в Херсоні, Одесі, Дрогобичі, Кременчуці, Лисичанську. На Донбасі і в Придніпров'ї розвинена хімічна промисловість, яка продукує соду, сірчану кислоту, добрива, синтетичні смоли, пластмаси, волокна, шини і різні хімікати.
Україна виробляє також обладнання для важкої промисловості, енергетики (електромотори, турбіни, потужні трансформатори), залізничного транспорту (локомотиви, вантажні вагони), гірничодобувної промисловості (екскаватори, бульдозери, вугільні комбайни), автотранспорту (вантажні машини, автобуси, легкові автомобілі), цивільної авіації (пасажирські літаки, авіаційні двигуни) і сільського господарства (трактори, сільгосптехніка). Крім того, виготовляється широкий спектр побутової, а також комп'ютерної техніки.
Космічні технології і озброєння — важливий напрям розвитку машинобудування України. Військово-промисловий комплекс на початку 1990-х років давав близько 1/4 обсягу промислового виробництва України.
Промисловість будівельних матеріалів виробляє цемент (5 млн т в 1997), залізобетонні конструкції, ізоляційні, облицювальні і стінові матеріали, асбесто-цементні вироби і шифер, силікатне скло, кераміку і фаянс. За період з 1918—1980 близько 62 % всіх капіталовкладень було направлено в будівництво.

### Сільське господарство
Сільськогосподарські угіддя займають 42 млн гектарів, або 70 % загального земельного фонду країни. 78,9 % сільськогосподарських угідь — орні землі (рілля) і багаторічні насадження, 13,0 % — пасовища, 8,4 % — сіножаті.
Найвища частка орних земель — у степових районах (70 — 80 %) і лісостеповій зоні. Пасовища зосереджені, в основному, в Карпатах, на Поліссі та в південно-східних степових областях, сіножаті — в долинах річок лісової і лісостепової зон.